# 9K113 Konkurs
9K113 Konkurs (kod NATO: AT-5 Spandrel) – radziecki system przeciwpancerny składający się z przeciwpancernego pocisku kierowanego 9M113 Konkurs i wyrzutni 9P135M.

## Historia
Prace nad pociskami 9M113 rozpoczęto w 1962 roku, równolegle z lżejszymi pociskami 9K111 Fagot, a do służby trafiły w 1974 roku. 9M113 Konkurs może być wystrzeliwany z przenośnej wyrzutni 9P135M lub znajdować się na wyposażeniu pojazdów BMP-2, BMD-2, BRDM-2 i także niektórych serii BMP-1.
Pociski są wystrzeliwane z wyrzutni systemu 9K1111. Pojazdy BRDM-2 wyposażone w pięcioprowadnicową wyrzutnię pocisków Konkurs noszą oznaczenie 9P148. Te pojazdy przewożą dodatkowo 15 pocisków Fagot lub 10 pocisków Konkurs.